# 奧爾利基夫卡
52°4′11″N 32°24′55″E / 52.06972°N 32.41528°E
奧爾利基夫卡（烏克蘭語：Орликівка），是烏克蘭北部的村莊，隸屬切爾尼希夫州的諾夫霍羅德-錫韋爾斯基區。該村始建於1700年，面積1.69平方公里，海拔高度138米，2001年人口155，人口密度每平方公里133.1人。